# Авдалленд
Авдалле́нд (сом. Awdalland, араб. أرض  أودال) — держава в північно-західному Сомалі.  У центрі провінції Авдал — Борама її лідери проголосили територію автономною державою у складі Сомалі в 2010 році.

## Історія
Авдалленд (також званий Авдал або Авдел) бере свою назву від давньої імперії, султанату Авдал, розквіт якого припав на 16 століття. Територія вздовж ефіопського кордону рясніє зруйнованими містами, які були описані британським дослідником Річардом Бертоном.
Сучасний сепаратистський рух, відомий як Республіка Авдаленд, прагне до незалежності з 1995 року після повалення режиму Мухаммеда Барре.
У 2010 році було офіційно оголошено про формування нової автономної області у складі федерального Сомалі.  Іменована як Авдалленд або Держава Адалят, місцева адміністрація не визнає претензії сепаратистського сомалілендського уряду на суверенітет або на свою територію.

## Демографія
Регіон Авдал  Авдаленду заселений сомалійцями з клану Гадабуурсі.

## Ресурси Інтернету
- The Emergence of Awdalland a Vital Reality Check for Secessionist One-Clan-Somaliland [Архівовано 1 січня 2013 у Archive.is]
- Somaliland is not ours any more. Awdalland is our own. A reply to Mudane Mo
- Heestii Calanka Awdalland [Архівовано 26 березня 2012 у Wayback Machine.]

| Прапор Сомалі | Це незавершена стаття про Сомалі. Ви можете допомогти проєкту, виправивши або дописавши її. |